# L'uomo che amava solo i numeri

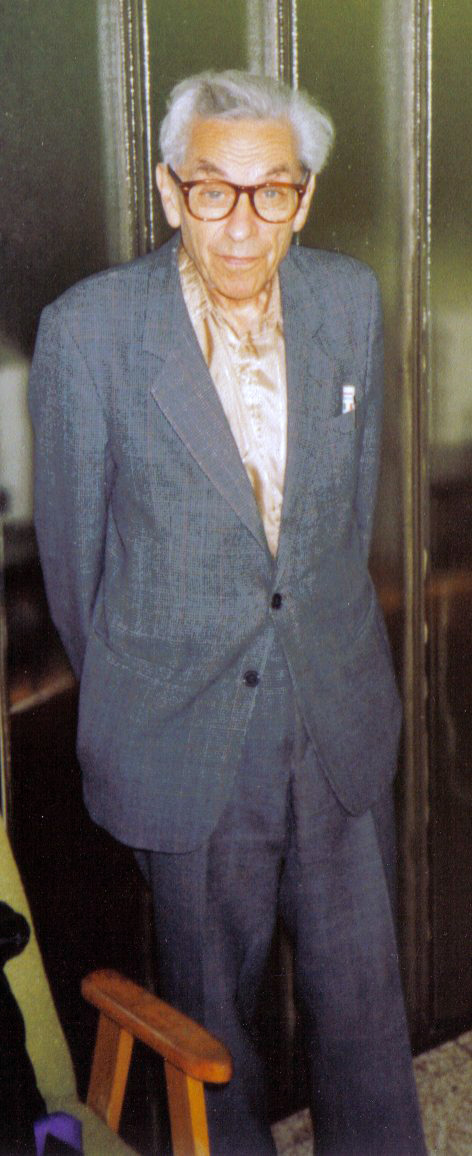
Paul Erdos

L'uomo che amava solo i numeri è un saggio scritto da Paul Hoffman che narra la vita di Paul Erdős, matematico tanto geniale quanto ossessionato dalla sua ricerca verso la verità matematica. 
Nel libro l'autore descrive la vita e le opere di Erdős servendosi delle testimonianze dei suoi amici e collaboratori. Erdős ha collaborato con 485 matematici e pubblicato 1475 testi, fra saggi ed articoli. Nel corso della sua frenetica vita ha collezionato una lunga rete di amicizie in tutto il mondo. 
L'autore descrive nei particolari le manie e le personali convinzioni di Erdős, soffermandosi a lungo sul personalissimo gergo che il matematico aveva creato per comunicare con i suoi conoscenti e amici. Per esempio, Erdos chiamava i bambini epsilon (quantità piccola a piacere, secondo il linguaggio utilizzato in matematica), mentre capo era utilizzato per le donne, schiavo per gli uomini e così via. Dal libro emerge la figura di matematico geniale e molto prolifico, oltre che un personaggio sensibile, per esempio verso i più bisognosi, ma anche totalmente inetto nel comprendere tutte quelle regole non scritte che regolano il rapporto tra l'essere umano e la società. 
Il libro racconta, tra l'altro, di come Erdős spesso si presentasse a casa di colleghi matematici nel cuore della notte per esporre le sue scoperte o i suoi problemi, e di come fosse faticoso lavorare con lui per via dei suoi ritmi di lavoro massacranti. Infatti, lavorava, di norma, per 18-19 ore al giorno concedendosi solo delle brevissime pause per mangiare. I suoi ritmi erano talmente elevati che, di solito, Erdős era costretto a lavorare con più matematici contemporaneamente, per ottimizzare al meglio il tempo dedicato alla ricerca. 
Il libro non descrive solo la vita di Erdős, ma effettua anche degli interessanti paralleli fra lui e altri grandi matematici, come Kurt Gödel e Carl Friedrich Gauss, o anche con Albert Einstein, che, pur essendo un fisico, aveva acquisito una notevole preparazione matematica, necessaria per poter maneggiare la sua teoria della relatività.

## Edizioni
- Paul Hoffman, L'uomo che amava solo i numeri, traduzione di Massimo Parizzi, collana Oscar Saggi Mondadori, Arnoldo Mondadori Editore, 1999,  p. 272, ISBN 88-04-48475-6.